# 史蒂夫·威特科夫
史蒂文·查理斯·威特科夫（英語：Steven Charles Witkoff；1957年3月15日—），是美國的房地產投資者、前律師及外交官，現任美國中東問題特使。他創立並擔任威特科夫集團主席，最初以房地產律師的身份起家，後來轉向房地產投資與開發，曾收購每日新聞大樓、伍爾沃斯大樓、梅登巷33號及曼哈頓的柏寧酒店等知名物業。
2020年，當勞·特朗普首次出任美國總統期間，威特科夫曾是「偉大的美國經濟復甦產業小組」成員，該小組旨在應對2019冠狀病毒病疫情對美國經濟的衝擊。2024年11月，時任候任總統特朗普宣佈將任命威特科夫為美國中東問題特使。儘管他毫無外交經驗，但在獲提名後、正式上任前，已參與了2025年1月以色列與哈馬斯的停火與換俘談判。此外，除了處理中東事務外，他還擔任特朗普的私人非正式特使，負責與俄羅斯總統弗拉基米爾·普京進行聯繫。

## 生平
威特科夫是猶太人，出生於紐約市的布朗克斯，成長於紐約州的鮑德溫港及長島的舊韋斯特伯里。他的父母是馬丁與洛伊絲·威特科夫，父親在紐約市經營女士大衣製造生意。而他的祖父母來自俄羅斯帝國。
1980年，他於霍夫斯特拉大學取得文學學士學位，1983年畢業於霍夫斯特拉大學法學院，獲得法學博士學位。
威特科夫曾居住在曼哈頓上東城，1987年與勞倫·吉爾·拉波波特結婚，當時拉波波特是曼哈頓律師事務所Botein, Hays & Sklar的律師助理。2019年，他從紐約市搬到佛羅里達州邁阿密海灘定居。
他與妻子育有三名兒子。2011年，他們的長子安德魯在加利福尼亞州一家名為Sunset Plaza Drive的戒毒康復中心（現已關閉）因過量服用奧施康定而死。他的次子扎克創辦加密貨幣公司World Liberty Financial
，而么子亞歷山大則擔任威特科夫集團的聯席首席執行官。
此外，威特科夫亦積極參與公共事務，曾任紐約房地產委員會執行委員會成員，並擔任無畏號基金會受託人，自2015年起更加入霍夫斯特拉大學校董會。

## 事蹟

### 商業生涯
威特科夫從房地產律師起家，後來成為身家數十億美元的房地產投資者及開發商。2024年11月，《華爾街日報》形容他：「房地產界人士普遍認為威特科夫聰明、親民，且是一名談判技巧出色、能與人打成一片的企業家。」
1983年，威特科夫自法學院畢業後，加入紐約市的房地產律師事務所Dreyer & Traub，其中一名客戶便是當勞·特朗普。二人因一次商業合作而相識，並在紐約市一間熟食店結為好友。
其後，威特科夫於紐約市的律師事務所Rosenman & Colin繼續從事房地產法律工作，直至1986年。
1985年，他與Dreyer & Traub的同事勞倫斯·格魯克合作創立Stellar Management。「Stellar」一名來自史蒂文（Steve）與拉里（Larry），象徵二人從法律業轉向房地產業。他們專注於收購並管理物業，最初購入曼哈頓華盛頓高地及北布朗克斯的廉價住宅大樓，最高峰時擁有85棟大樓，超過3000個住宅單位。
積累一定資產後，威特科夫於1995年進軍曼克頓下城，收購多座價格低廉的辦公大樓。1996年，他獲瑞士信貸第一波士頓提供融資，購入由著名建築師菲力普·強生和約翰·伯奇設計，27層高的梅登巷33號大樓。翌年，他成功將頂部13層租給紐約聯邦儲備銀行，租期長達25年。
與瑞士信貸第一波士頓建立合作關係後，威特科夫持續收購物業，通常僅投入極少的自有資金。他的收購項目包括曼哈頓東中城的地標性建築每日新聞大樓，該建築由建築師雷蒙德·胡德和約翰·米德·豪威爾斯設計。
1997年，威特科夫離開Stellar Management，創立威特科夫集團，並擔任主席兼行政總裁。該公司總部位於紐約市，業務拓展至住宅建築與翻新市場。
1998年，他與商業夥伴魯賓‧施倫以1.38億美元收購翠貝卡的伍爾沃斯大樓，並將投資範圍擴展至芝加哥、達拉斯和費城。截至1998年10月，威特科夫集團已經管理超過1100萬平方呎的商業及零售房地產，並持有7500個住宅單位的股權，參與多項土地與酒店開發計劃。
同年，他原計劃推動公司20億美元的首次公開招股，但因房地產市場崩潰而取消。此外，他與格魯克 結束合作，格魯克繼續經營住宅物業，而威特科夫則專注於辦公大樓的投資。
2013年，威特科夫與哈里·B·麥克洛以6.6億美元收購曼哈頓中央公園南的柏寧酒店。同年，他與Fisher Brothers以2.23億美元購入翠貝卡一幅土地，興建一座792呎高的住宅大樓默里街111號。

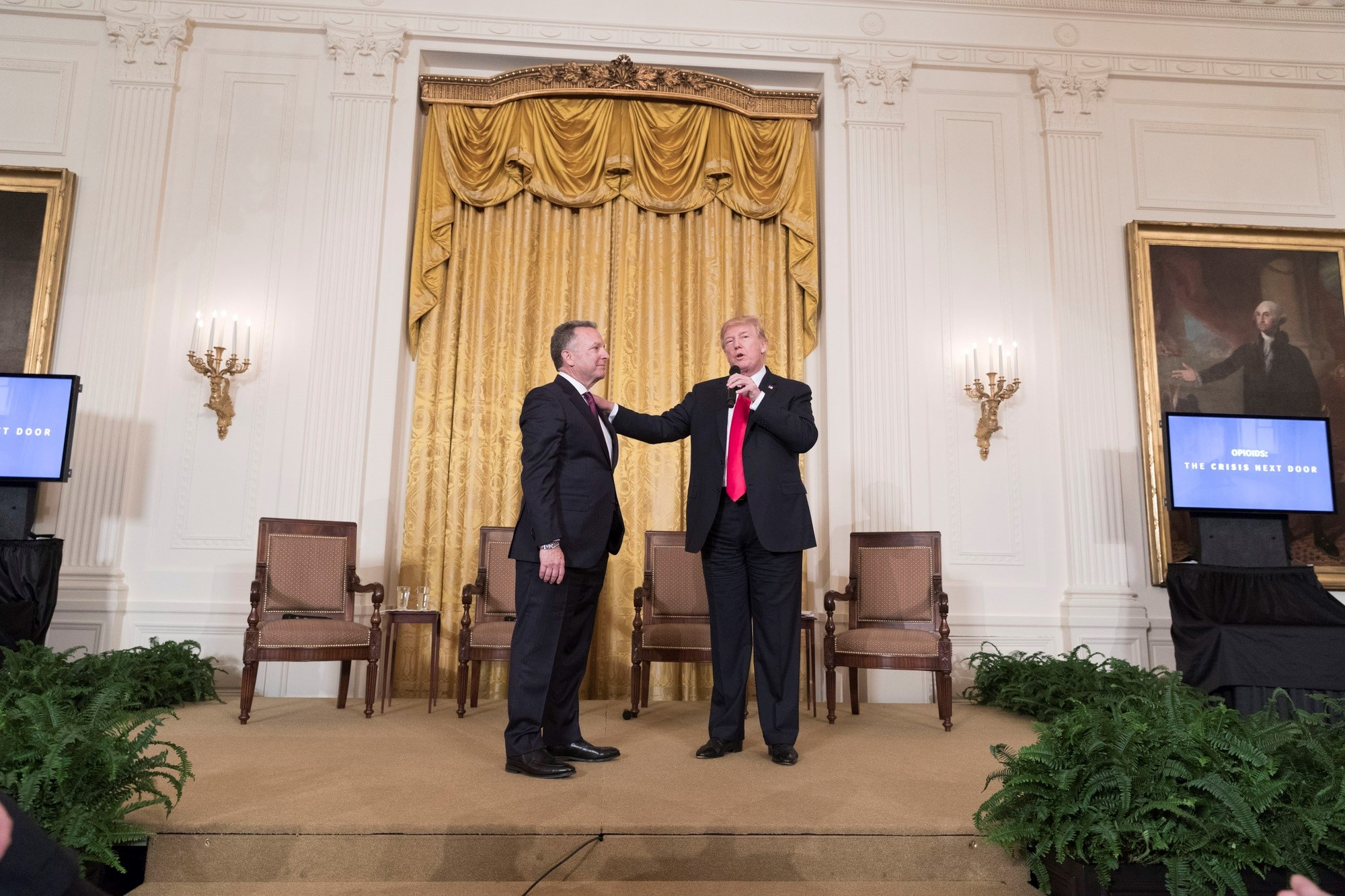
2018年3月1日，威特科夫與美國總統特朗普

截至2014年，他在美國與英國倫敦擁有30項物業；至2019年，威特科夫集團已在美國及海外擁有近50項資產。
此外，威特科夫集團以6億美元購入拉斯維加斯賭場及度假村楓丹白露拉斯維加斯的開發項目。該物業原定於2020年開幕，並命名為The Drew，以紀念他已故的兒子安德魯，但因2020年3月內華達州的2019冠狀病毒病疫情而停工。2021年2月，科氏工業集團收購該物業，恢復原名。該酒店最終於2023年12月開業，總開發成本達37億美元，成為拉斯維加斯第二昂貴的度假村。
威特科夫與中東地區有著深厚的商業聯繫。

### 政治生涯
2020年4月，威特科夫在特朗普首次總統任期內，加入由特朗普成立的「偉大的美國經濟復甦產業小組」，該小組旨在應對2019冠狀病毒病疫情對美國經濟的衝擊。
2024年7月，威特科夫於共和黨全國代表大會第四晚發表演說。
2024年9月15日，威特科夫與特朗普在佛羅里達州西棕櫚灘的西棕櫚灘特朗普國際高爾夫球俱樂部打高爾夫球時，瑞恩·韋斯利·勞斯企圖暗殺特朗普。一名美國特勤局特工向槍手開槍，槍手隨後駕車逃逸，最終遭到拘捕。
2024年11月9日，威特科夫與前美國參議員凱莉·萊夫勒獲委任為總統就職委員會共同主席，負責籌備特朗普第二次總統任期的就職典禮。

#### 美國中東問題特使
2024年11月12日，候任總統特朗普宣佈委任威特科夫為美國中東問題特使。威特科夫雖為猶太裔，但並無任何外交經驗。
2025年1月，威特科夫參與以色列與哈馬斯停火及換俘談判，並發揮關鍵作用。他是在時任美國總統祖·拜登的首席談判代表布雷特·麥格克邀請下加入談判，並與卡塔爾首相穆罕默德·本·阿卜杜勒拉赫曼·阿勒薩尼協調，後者負責與哈馬斯交涉。最終，雙方達成為期六周的停火協議，內容包括哈馬斯釋放2023年哈馬斯襲擊以色列時擄走的33名人質，以色列則交換約1000名巴勒斯坦囚犯（其中部分人服刑終身）。此外，協議還為進一步換俘及結束長達15個月的戰爭奠定基礎。威特科夫以直接、強硬的談判風格，在短短數周內促成協議，結束長達近一年的談判僵局。
威特科夫的手法與傳統外交談判方式不同。他與麥格克透過揚聲電話，直接向以色列總理本雅明·內塔尼亞胡施壓，強調特朗普希望儘快敲定協議，最終在最後關頭促成共識。《紐約時報》形容此舉為：「罕見的政治合作案例，來自敵對政黨的兩位談判代表，在涉及美國人質安全及戰爭未來的關鍵時刻攜手合作。」
2025年1月29日，威特科夫抵達以色列，並罕見地作為美國官員進入加沙，親自監督停火落實情況。
2025年3月2日，以色列政府宣佈暫停一切物資進入加沙地帶。以色列總理辦公室聲稱，此決定是基於威特科夫最初提出的方案。然而，該計劃在2025年加沙戰爭停火協議的第一階段中，未提及以色列需在釋放一半人質後撤離加沙。截至3月3日，美國政府尚未證實「威特科夫方案」的存在。

#### 參與與俄羅斯的談判

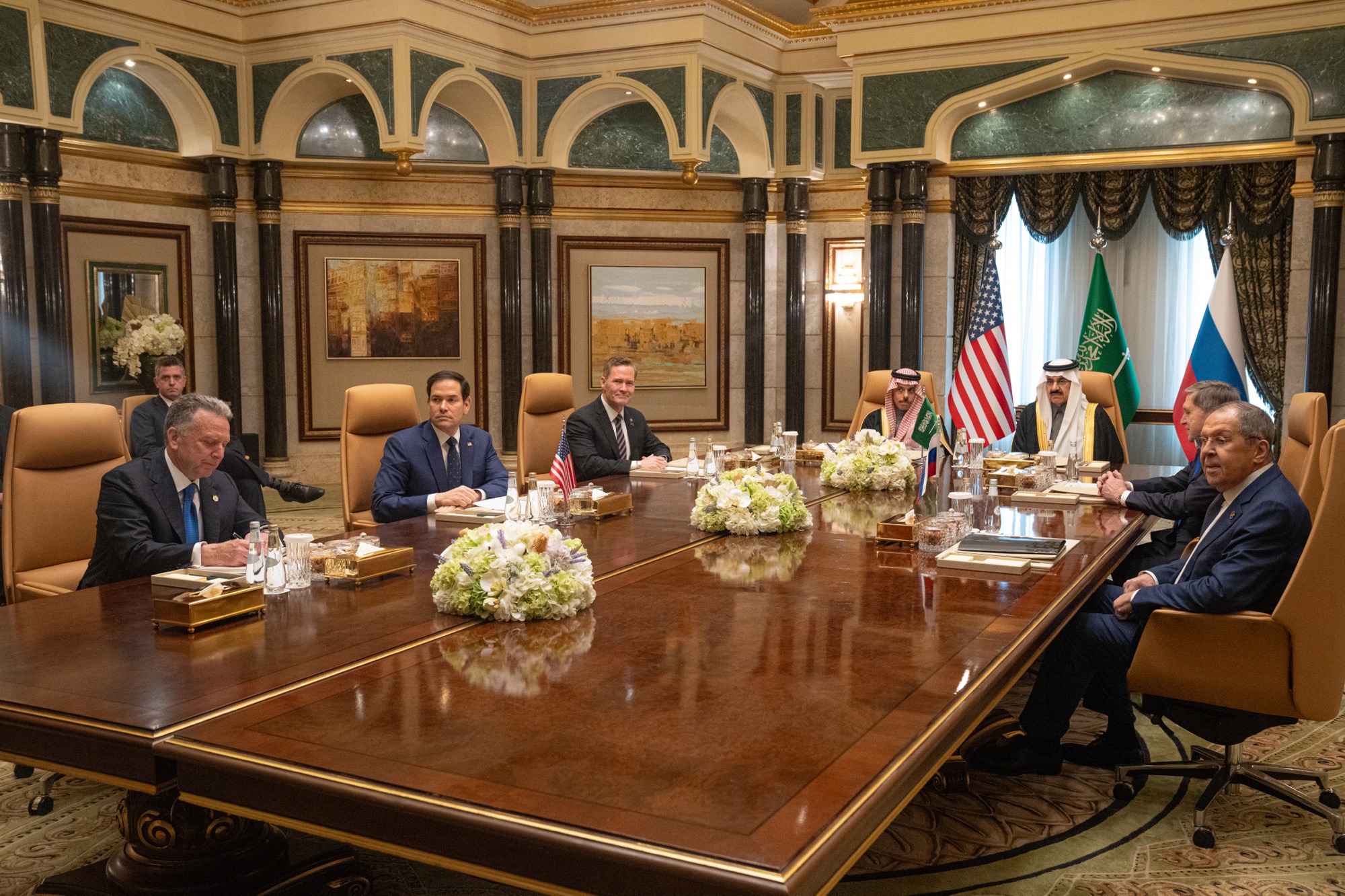
2025年2月18日，威特科夫與美國、沙地阿拉伯及俄羅斯官員在利雅德會面

總統特朗普將威特科夫視為他與俄羅斯總統普京之間的非正式聯絡人。截至2025年3月，威特科夫已成為特朗普政府與克里姆林宮之間的主要溝通渠道。
2025年2月11日，特朗普派威特科夫前往莫斯科，與普京會談，負責促成美俄換囚協議。最終，美國公民馬克·福格爾從俄羅斯獲釋，而美方則釋放俄羅斯公民亞歷山大·維尼克。威特科夫表示：「普京與特朗普之間的關係一直很好，我相信這種友誼會延續，這對全球局勢是件好事。」
威特科夫透露，他在這次秘密訪問俄羅斯期間與普京相處甚久，並稱雙方已建立了「友好關係」。
除了換囚談判外，威特科夫亦積極參與俄烏戰爭相關的和平磋商。2025年2月16日，他駁斥外界憂慮，強調未來的和平談判不會將烏克蘭和歐洲排除在外。
2025年2月18日，美俄代表團在沙特阿拉伯利雅德會面，探討進一步的和平談判框架。美方代表團由國務卿馬可·魯比奧率領，俄方則由外交部長謝爾蓋·拉夫羅夫帶領，隨行美方官員包括威特科夫及國家安全顧問邁克·華爾茲。
2025年3月21日，威特科夫在塔克·卡爾森的播客節目中表示，談判中最具爭議的議題是「所謂的四個地區：頓巴斯、克里米亞、盧甘斯克……還有另外兩個」。俄羅斯於2014年併吞克里米亞，並在2022年全面入侵烏克蘭後，併吞另外四個烏克蘭州份。
威特科夫表示，這些地區的居民以俄語為主，並聲稱「公投結果顯示，絕大多數當地人希望加入俄羅斯。」然而，這些所謂的公投是在俄軍佔領下進行的，並遭到美國、烏克蘭及大部分國際社會譴責為「虛假選舉」。
在訪問中，威特科夫也對普京給予高度評價，稱其為「非常棒的人」和「極其聰明」。他表示：「我欣賞普京，我認為他是誠實的」，並強調「我不認為普京是壞人」。
此外，威特科夫透露，在特朗普於賓夕凡尼亞州遭遇刺殺未遂後，普京曾對他表示，他為「他的朋友特朗普」祈禱。威特科夫回憶道：「總統普京還特意請俄羅斯頂級藝術家繪製了一幅特朗普的精美肖像，親手交給我，並請我帶回去送給特朗普。」
對此，烏克蘭總統弗拉基米爾·澤連斯基表示，烏克蘭人對威特科夫的言論感到「極度不安」，並認為他已受到俄羅斯虛假宣傳的影響。美國民主黨眾議員塞斯·穆爾頓則批評威特科夫的發言「荒謬至極」，甚至指責他「根本是替俄羅斯談判」，「選擇站在我們敵人的立場」。

## 觀點

### 以色列與巴勒斯坦
2024年，威特科夫批評拜登政府暫停向以色列運送部分炸彈的決定。然而，他也表示外界對哈馬斯的描述可能有所誇大，認為其成員「未必如外界所說的那麼極端」，並讚揚卡塔爾在加沙衝突談判中的斡旋努力。

### 俄羅斯與烏克蘭
2018年，威特科夫反對因俄羅斯入侵烏克蘭而對俄方實施制裁。
他曾公開讚揚俄羅斯總統普京，並似乎認同俄羅斯政府對烏克蘭戰爭的說法。他表示，俄羅斯的入侵「不一定」是由俄方率先發動，認為北約在挑起這場衝突中扮演了關鍵角色，並聲稱東烏克蘭的大部分居民更希望歸屬俄羅斯。

## 外部鏈接
- Witkoff.com （页面存档备份，存于）
- WATCH: Steve Witkoff speaks at 2024 Republican National Convention|2024 RNC Night 4  （页面存档备份，存于）PBS 2024-07-18